# Xylica coriacea
Xylica coriacea är en insektsart som beskrevs av Ludwig Redtenbacher 1906. Xylica coriacea ingår i släktet Xylica och familjen Bacillidae. Inga underarter finns listade i Catalogue of Life.